# باب گوتوفسکی
باب گوتوفسکی (انگلیسی: Bob Gutowski; ۲۵ آوریل ۱۹۳۵ – ۲ اوت ۱۹۶۰) ورزشکار دو و میدانی اهل ایالات متحده آمریکا بود.